# Automobil-Weltmeisterschaft 1965

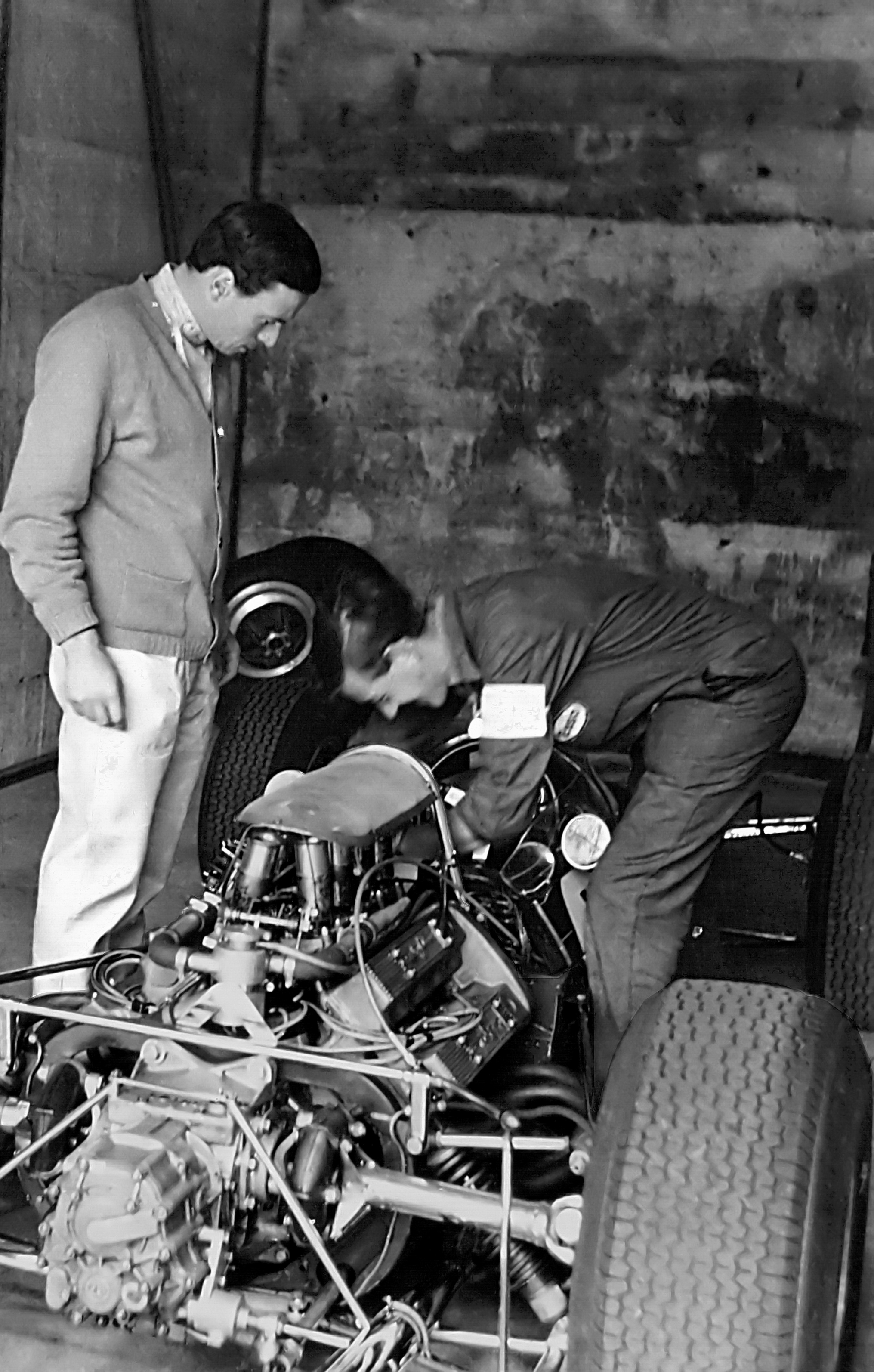
Zum zweiten Mal Fahrerweltmeister: Jim Clark

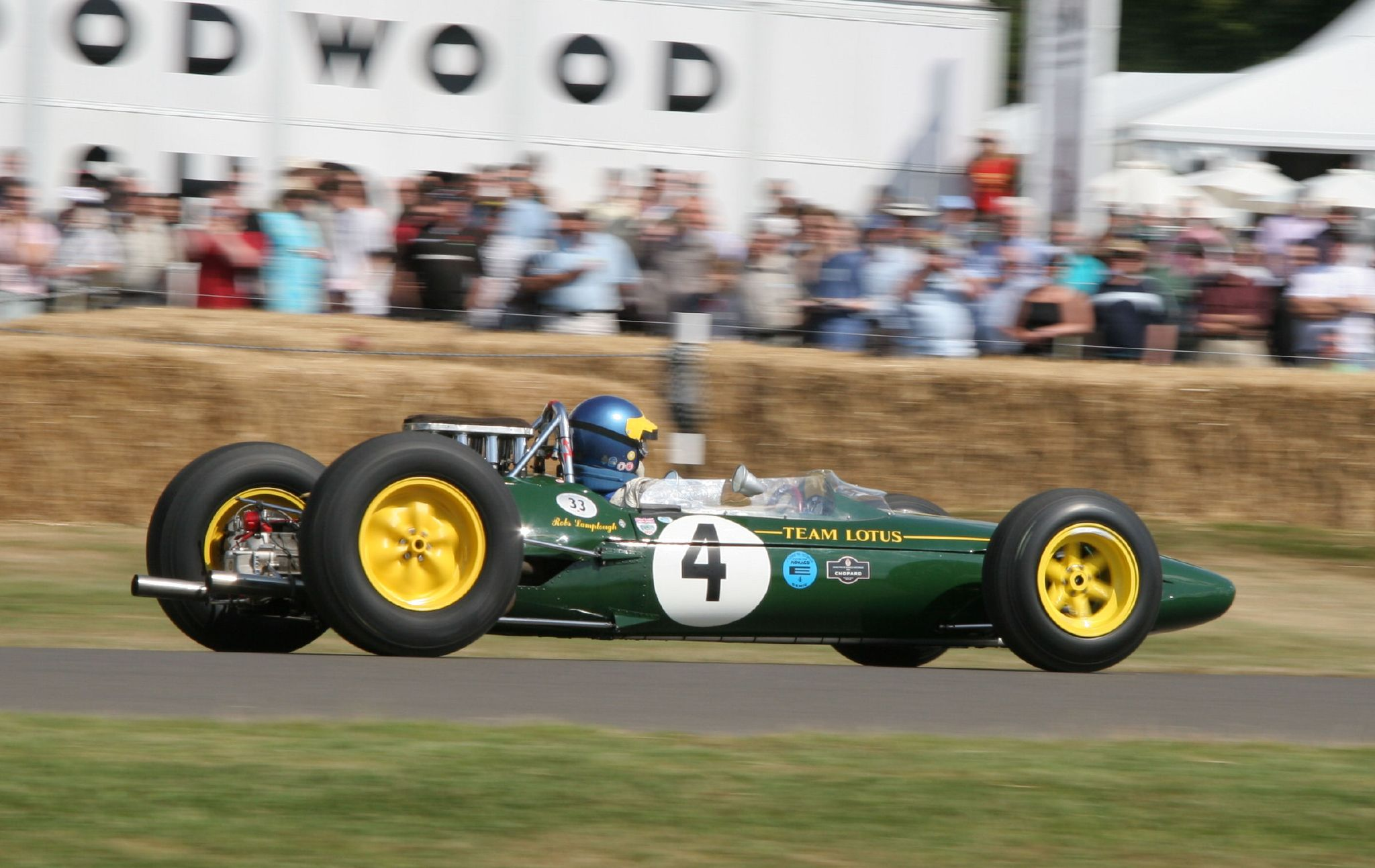
Das dominierende Auto der Saison 1965: Der Lotus 33 mit Climax-Motor

Die Automobil-Weltmeisterschaft 1965 war die 16. Saison der Automobil-Weltmeisterschaft, die heutzutage als Formel-1-Weltmeisterschaft bezeichnet wird. In ihrem Rahmen wurden über zehn Rennen in der Zeit vom 1. Januar 1965 bis zum 24. Oktober 1965 die Fahrerweltmeisterschaft und der Internationale Pokal der Formel-1-Konstrukteure ausgetragen.
Der FIA-Ehrentitel Großer Preis von Europa wurde 1965 an den Großen Preis von Belgien vergeben.
Jim Clark gewann zum zweiten Mal die Fahrerweltmeisterschaft. Lotus wurde zum zweiten Mal Konstrukteursweltmeister.
Die Saison wurde im Wesentlichen von Jim Clark und seinem Lotus dominiert. Er konnte es sich im Gegensatz zum Vorjahr leisten, nur in neun von zehn Rennen anzutreten. Auch diesmal fiel er in drei Rennen aus. Aber immer, wenn er das Ziel erreichte, war er der Erstplatzierte und erzielte so 54 Punkte – mehr war nach damaligem Reglement nicht möglich.

## Änderungen 1965
Das Jahr war der Abschluss der 1,5-Liter-Formel-1, die viele Konstrukteure als minderwertig betrachtet hatten. Doch Graham Hill urteilte im Rückblick, dass die kleinen und sehr leichten Monopostos unglaublich schnell und nur mit höchster Konzentration zu beherrschen waren. Bei dem letzten Rennen dieses Reglements feierten der Hersteller Honda und Richie Ginther ihren ersten Sieg.
Mit Jackie Stewart und Denis Hulme nahmen zwei spätere Weltmeister zum ersten Mal an der Weltmeisterschaft teil. Stewart gewann sein erstes Rennen bei seinem achten Start. Zum Jahresende verabschiedete sich Bruce McLaren nach sieben gemeinsamen Jahren von Cooper, um sein eigenes Team, die Grundlage des heutigen McLaren-Teams, zu gründen.

## Rennberichte

### Großer Preis von Südafrika
| Platz | Fahrer       | Konstrukteur | Zeit      |
| ----- | ------------ | ------------ | --------- |
| 1     | Jim Clark    | Lotus-Climax | 2:06:46,0 |
| 2     | John Surtees | Ferrari      | + 29,0    |
| 3     | Graham Hill  | B.R.M.       | + 31,8    |
| PP    | Jim Clark    | Lotus-Climax | 1:27,2    |
| SR    | Jim Clark    | Lotus-Climax | 1:27,6    |

Der Große Preis von Südafrika auf dem Prince George Circuit fand am 1. Januar 1965 statt und ging über eine Distanz von 85 Runden à 3,920 km, was einer Gesamtdistanz von 333,175 km entspricht.
Jim Clark gewann das Rennen vor John Surtees und Graham Hill.

### Großer Preis von Monaco
| Platz | Fahrer          | Konstrukteur | Zeit      |
| ----- | --------------- | ------------ | --------- |
| 1     | Graham Hill     | B.R.M.       | 2:37:39,6 |
| 2     | Lorenzo Bandini | Ferrari      | + 1:04,0  |
| 3     | Jackie Stewart  | B.R.M.       | + 1:41,9  |
| PP    | Graham Hill     | B.R.M.       | 1:32,5    |
| SR    | Graham Hill     | B.R.M.       | 1:31,7    |

Der Große Preis von Monaco auf dem Circuit de Monaco fand am 30. Mai 1965 statt und ging über eine Distanz von 100 Runden à 3,145 km, was einer Gesamtdistanz von 314,500 km entspricht.
Graham Hill gewann das Rennen vor Lorenzo Bandini und Jackie Stewart.

### Großer Preis von Belgien/Europa
| Platz | Fahrer         | Konstrukteur  | Zeit      |
| ----- | -------------- | ------------- | --------- |
| 1     | Jim Clark      | Lotus-Climax  | 2:23:34,8 |
| 2     | Jackie Stewart | B.R.M.        | + 44,8    |
| 3     | Bruce McLaren  | Cooper-Climax | + 1 Runde |
| PP    | Graham Hill    | B.R.M.        | 3:45,4    |
| SR    | Jim Clark      | Lotus-Climax  | 4:12,9    |

Der Große Preis von Belgien auf dem Circuit de Spa-Francorchamps fand am 13. Juni 1965 statt und ging über eine Distanz von 32 Runden à 14,12 km, was einer Gesamtdistanz von 451,18 km entspricht. Der Grand Prix trug in diesem Jahr den Ehrentitel Großer Preis von Europa.
Jim Clark gewann das Rennen vor Jackie Stewart und Bruce McLaren.

### Großer Preis von Frankreich
| Platz | Fahrer         | Konstrukteur | Zeit      |
| ----- | -------------- | ------------ | --------- |
| 1     | Jim Clark      | Lotus-Climax | 2:14:38,4 |
| 2     | Jackie Stewart | B.R.M.       | + 26,3    |
| 3     | John Surtees   | Ferrari      | + 2:33,5  |
| PP    | Jim Clark      | Lotus-Climax | 3:18,3    |
| SR    | Jim Clark      | Lotus-Climax | 3:18,9    |

Der Große Preis von Frankreich auf dem Circuit de Charade fand am 27. Juni 1965 statt und ging über eine Distanz von 40 Runden à 8,055 km, was einer Gesamtdistanz von 322,2 km entspricht.
Jim Clark gewann das Rennen vor Jackie Stewart und John Surtees.

### Großer Preis von Großbritannien
| Platz | Fahrer       | Konstrukteur | Zeit      |
| ----- | ------------ | ------------ | --------- |
| 1     | Jim Clark    | Lotus-Climax | 2:05:25,4 |
| 2     | Graham Hill  | B.R.M.       | + 3,2     |
| 3     | John Surtees | Ferrari      | + 27,6    |
| PP    | Jim Clark    | Lotus-Climax | 1:30,8    |
| SR    | Graham Hill  | B.R.M.       | 1:32,2    |

Der Große Preis von Großbritannien auf dem Silverstone Circuit fand am 10. Juli 1965 statt und ging über eine Distanz von 80 Runden à 4,711 km, was einer Gesamtdistanz von 376,880 km entspricht.
Jim Clark gewann das Rennen vor Graham Hill und John Surtees.

### Großer Preis der Niederlande
| Platz | Fahrer         | Konstrukteur   | Zeit      |
| ----- | -------------- | -------------- | --------- |
| 1     | Jim Clark      | Lotus-Climax   | 2:03:59,1 |
| 2     | Jackie Stewart | B.R.M.         | + 8,0     |
| 3     | Dan Gurney     | Brabham-Climax | + 13,0    |
| PP    | Graham Hill    | B.R.M.         | 1:30,7    |
| SR    | Jim Clark      | Lotus-Climax   | 1:30,6    |

Der Große Preis der Niederlande auf dem Circuit Park Zandvoort fand am 18. Juli 1965 statt und ging über eine Distanz von 80 Runden à 4,193 km, was einer Gesamtdistanz von 335,440 km entspricht.
Jim Clark gewann das Rennen vor Jackie Stewart und Dan Gurney.

### Großer Preis von Deutschland
| Platz | Fahrer      | Konstrukteur   | Zeit      |
| ----- | ----------- | -------------- | --------- |
| 1     | Jim Clark   | Lotus-Climax   | 2:07:52,4 |
| 2     | Graham Hill | B.R.M.         | + 15,9    |
| 3     | Dan Gurney  | Brabham-Climax | + 21,4    |
| PP    | Jim Clark   | Lotus-Climax   | 8:22,7    |
| SR    | Jim Clark   | Lotus-Climax   | 8:24,1    |

Der Große Preis von Deutschland auf dem Nürburgring fand am 1. August 1965 statt und ging über eine Distanz von 15 Runden à 22,810 km, was einer Gesamtdistanz von 342,150 km entspricht.
Jim Clark gewann das Rennen vor Graham Hill und Dan Gurney. Clark wurde mit der nach der Streichresultateregelung maximal möglichen Punktzahl vorzeitig Weltmeister. Mit seinem achten und letzten Grand Slam stellte Clark einen bis heute gültigen Rekord auf. Lotus gewann die Konstrukteursweltmeisterschaft. Von 19 gestarteten Fahrern erreichten nur acht das Ziel. 

### Großer Preis von Italien
| Platz | Fahrer         | Konstrukteur   | Zeit      |
| ----- | -------------- | -------------- | --------- |
| 1     | Jackie Stewart | B.R.M.         | 2:04:52,8 |
| 2     | Graham Hill    | B.R.M.         | + 3,3     |
| 3     | Dan Gurney     | Brabham-Climax | + 16,5    |
| PP    | Jim Clark      | Lotus-Climax   | 1:35,9    |
| SR    | Jim Clark      | Lotus-Climax   | 1:36,4    |

Der Große Preis von Italien im Autodromo Nazionale Monza fand am 12. September 1965 statt und ging über eine Distanz von 68 Runden à 5,750 km, was einer Gesamtdistanz von 391,000 km entspricht.
Jackie Stewart gewann das Rennen vor Graham Hill und Dan Gurney. Dies war der erste Sieg von Stewart in der Automobil-Weltmeisterschaft.

### Großer Preis der USA
| Platz | Fahrer       | Konstrukteur   | Zeit      |
| ----- | ------------ | -------------- | --------- |
| 1     | Graham Hill  | B.R.M.         | 2:20:36,1 |
| 2     | Dan Gurney   | Brabham-Climax | + 12,5    |
| 3     | Jack Brabham | Brabham-Climax | + 57,5    |
| PP    | Graham Hill  | B.R.M.         | 1:11,25   |
| SR    | Graham Hill  | B.R.M.         | 1:11,9    |

Der Große Preis der USA auf dem Watkins Glen Grand Prix Race Course fand am 3. Oktober 1965 statt und ging über eine Distanz von 110 Runden à 3,78 km, was einer Gesamtdistanz von 415,80 km entspricht.
Graham Hill gewann das Rennen vor Dan Gurney und Jack Brabham.

### Großer Preis von Mexiko
| Platz | Fahrer         | Konstrukteur   | Zeit       |
| ----- | -------------- | -------------- | ---------- |
| 1     | Richie Ginther | Honda          | 2:08:32,10 |
| 2     | Dan Gurney     | Brabham-Climax | + 2,89     |
| 3     | Mike Spence    | Lotus-Climax   | + 1:00,15  |
| PP    | Jim Clark      | Lotus-Climax   | 1:56,17    |
| SR    | Dan Gurney     | Brabham-Climax | 1:55,84    |

Der Große Preis von Mexiko auf dem Autódromo Hermanos Rodríguez fand am 24. Oktober 1965 statt und ging über eine Distanz von 65 Runden à 5 km, was einer Gesamtdistanz von 325 km entspricht.
Richie Ginther gewann das Rennen vor Dan Gurney und Mike Spence. Es war Ginthers einziger Sieg in der Automobil-Weltmeisterschaft und der erste für Honda.

## Weltmeisterschaftswertungen

### Fahrerwertung
Für die Fahrerweltmeisterschaft 1965 galten folgende Regeln der Punkteverteilung:
| Platz 1 | 9 Punkte |
| Platz 2 | 6 Punkte |
| Platz 3 | 4 Punkte |
| Platz 4 | 3 Punkte |
| Platz 5 | 2 Punkte |
| Platz 6 | 1 Punkt  |

- Es gingen nur die besten sechs Resultate aus den zehn Rennen in die Wertung ein.

| Pos. | Fahrer             | Konstrukteur |         |         |         |         |         |         |         |         |         |         | Punkte  |
| 01   | Jim Clark          | Lotus        | 0001000 |         | 0001000 | 0001000 | 0001000 | 0001000 | 0001000 | 10      | DNF     | DNF     | 54      |
| 02   | Graham Hill        | B.R.M.       | 3       | 0001000 | (5)     | (5)     | 2       | (4)     | 2       | 2       | 0001000 | DNF     | 40 (47) |
| 03   | Jackie Stewart     | B.R.M.       | (6)     | 3       | 2       | 2       | 5       | 2       | DNF     | 0001000 | DNF     | DNF     | 33 (34) |
| 04   | Dan Gurney         | Brabham      | DNF     |         | 10      | DNF     | 6       | 3       | 3       | 3       | 2       | 2       | 25      |
| 05   | John Surtees       | Ferrari      | 2       | 4       | DNF     | 3       | 3       | 7       | DNF     | DNF     |         |         | 17      |
| 06   | Lorenzo Bandini    | Ferrari      | 15      | 2       | 9       | 8       | DNF     | 9       | 6       | 4       | 4       | 8       | 13      |
| 07   | Richie Ginther     | Honda        |         | DNF     | 060     | DNF     | DNF     | 6       |         | 14      | 7       | 0001000 | 11      |
| 08   | Bruce McLaren      | Cooper       | 5       | 5       | 3       | DNF     | 10      | DNF     | DNF     | 5       | DNF     | DNF     | 10      |
| 09   | Jack Brabham       | Brabham      | 8       | DNF     | 4       |         | DNS     |         | 5       |         | 3       | DNF     | 9       |
| 10   | Mike Spence        | Lotus        | 4       |         | 7       | 7       | 4       | 8       | DNF     | 11      | DNF     | 3       | 8       |
| 11   | Denis Hulme        | Brabham      |         | 8       |         | 4       | DNF     | 5       | DNF     | DNF     |         |         | 5       |
| 12   | Jo Siffert         | Brabham      | 7       | 6       | 8       | 6       | 9       | DNC     | DNF     | DNF     | 11      | 4       | 5       |
| 13   | Jochen Rindt       | Cooper       | DNF     | DNQ     | 11      | DNF     | 14      | DNF     | 4       | 8       | 6       | DNF     | 4       |
| 14   | Pedro Rodriguez    | Ferrari      |         |         |         |         |         |         |         |         | 5       | 7       | 2       |
| 15   | Richard Attwood    | Lotus        |         | DNF     | 14      |         | 13      | 12      | DNF     | 6       | 10      | 6       | 2       |
| 16   | Ronnie Bucknum     | Honda        |         | DNF     | DNF     | DNF     |         |         |         | DNF     | 13      | 6       | 1       |
| 17   | Joakim Bonnier     | Brabham      | DNF     | 7       | DNF     | DNF     | 7       | DNF     | 7       | 7       | 8       | DNF     | –       |
| 18   | Frank Gardner      | Brabham      | 12      | DNF     | DNF     |         | 8       | 11      | DNF     | DNF     |         |         | –       |
| 19   | Masten Gregory     | B.R.M.       |         |         | DNF     |         | 12      |         | 8       | DNF     |         |         | –       |
| 20   | Robert Anderson    | Brabham      | DNC     | 9       | DNS     | 9       | DNF     | DNF     | DNS     |         |         |         | –       |
| 21   | Paul Hawkins       | Brabham      | 9       |         |         |         |         |         |         |         |         |         | –       |
| 21   | Paul Hawkins       | Lotus        |         | 10      |         |         |         |         | DNF     |         |         |         | –       |
| 22   | Innes Ireland      | Lotus        |         |         | 13      | DNF     | DNF     | 10      |         | 9       | DNF     |         | –       |
| 23   | Bob Bondurant      | Ferrari      |         |         |         |         |         |         |         |         | 9       |         | –       |
| 23   | Bob Bondurant      | Lotus        |         |         |         |         |         |         |         |         |         | DNF     | –       |
| 24   | Peter de Klerk     | Alfa Special | 10      |         |         |         |         |         |         |         |         |         | –       |
| 25   | Anthony Maggs      | Lotus        | 11      |         |         |         |         |         |         |         |         |         | –       |
| 26   | Lucien Bianchi     | BRM          |         |         | 12      |         |         |         |         |         |         |         | –       |
| 27   | Nino Vaccarella    | Ferrari      |         |         |         |         |         |         |         | 12      |         |         | –       |
| 28   | Moises Solana      | Lotus        |         |         |         |         |         |         |         |         | 12      | DNF     | –       |
| 29   | Sam Tingle         | LDS          | 13      |         |         |         |         |         |         |         |         |         | –       |
| 30   | Roberto Bussinello | BRM          |         |         |         |         |         |         | DNQ     | 13      |         |         | –       |
| 31   | David Prophet      | Brabham      | 14      |         |         |         |         |         |         |         |         |         | –       |
| –    | John Love          | Cooper       | DNF     |         |         |         |         |         |         |         |         |         | –       |
| –    | Mike Hailwood      | Lotus        |         | DNF     |         |         |         |         |         |         |         |         | –       |
| –    | Chris Amon         | Lotus        |         |         |         | DNF     |         |         | DNF     |         |         |         | –       |
| –    | Chris Amon         | Brabham      |         |         |         |         | DNS     |         |         |         |         |         | –       |
| –    | John Rhodes        | Cooper       |         |         |         |         | DNF     |         |         |         |         |         | –       |
| –    | Gerhard Mitter     | Lotus        |         |         |         |         |         |         | DNF     |         |         |         | –       |
| –    | Giancarlo Baghetti | Brabham      |         |         |         |         |         |         |         | DNF     |         |         | –       |
| –    | Giacomo Russo      | Lotus        |         |         |         |         |         |         |         | DNF     |         |         | –       |
| –    | Giorgio Bassi      | B.R.M.       |         |         |         |         |         |         |         | DNF     |         |         | –       |

### Konstrukteurswertung
- Für jedes Rennen wurde die höchste Punktzahl aller Fahrer eines Konstrukteurs gezählt. Die besten sechs (von zehn) Einzelergebnisse wurden addiert, und daraus die Konstrukteurswertung gebildet
- Streichresultate in Klammern

| Pos. | Konstrukteur   | Fahrer          |           |         |           |         |           |           |           |         |         |           | Punkte  |
| ---- | -------------- | --------------- | --------- | ------- | --------- | ------- | --------- | --------- | --------- | ------- | ------- | --------- | ------- |
| 01   | Lotus-Climax   | Jim Clark       | 0009000   | 000–000 | 0009000   | 0009000 | 0009000   | 0009000   | 0009000   | 000–000 | 000–000 | 000–000   | 54 (58) |
| 01   | Lotus-Climax   | Mike Spence     | 000–000   | 000–000 | 000–000   | 000–000 | 000–000   | 000–000   | 000–000   | 000–000 | 000–000 | 000(4)000 | 54 (58) |
| 02   | B.R.M.         | Graham Hill     | 000(4)000 | 0009000 | 000–000   | 000–000 | 0006000   | 000–000   | 000(6)000 | 000–000 | 0009000 | 000–000   | 45 (61) |
| 02   | B.R.M.         | Jackie Stewart  | 000–000   | 000–000 | 0006000   | 0006000 | 000–000   | 000(6)000 | 000–000   | 0009000 | 000–000 | 000–000   | 45 (61) |
| 03   | Brabham-Climax | Dan Gurney      | 000–000   | 000–000 | 000–000   | 000–000 | 000(1)000 | 0004000   | 0004000   | 0004000 | 0006000 | 0006000   | 27 (31) |
| 03   | Brabham-Climax | Denis Hulme     | 000–000   | 000–000 | 000–000   | 0003000 | 000–000   | 000–000   | 000–000   | 000–000 | 000–000 | 000–000   | 27 (31) |
| 03   | Brabham-Climax | Jack Brabham    | 000–000   | 000–000 | 000(3)000 | 000–000 | 000–000   | 000–000   | 000–000   | 000–000 | 000–000 | 000–000   | 27 (31) |
| 04   | Ferrari        | John Surtees    | 0006000   | 000–000 | 000–000   | 0004000 | 0004000   | 000–000   | 000–000   | 000–000 | 000–000 | 000–000   | 26 (27) |
| 04   | Ferrari        | Lorenzo Bandini | 000–000   | 0006000 | 000–000   | 000–000 | 000–000   | 000–000   | 000(1)000 | 0003000 | 0003000 | 000–000   | 26 (27) |
| 05   | Cooper-Climax  | Bruce McLaren   | 0002000   | 0002000 | 0004000   | 000–000 | 000–000   | 000–000   | 000–000   | 0002000 | 000–000 | 000–000   | 14      |
| 05   | Cooper-Climax  | Jochen Rindt    | 000–000   | 000–000 | 000–000   | 000–000 | 000–000   | 000–000   | 0003000   | 000–000 | 0001000 | 000–000   | 14      |
| 06   | Honda          | Richie Ginther  | 000–000   | 000–000 | 0001000   | 000–000 | 000–000   | 0001000   | 000–000   | 000–000 | 000–000 | 0009000   | 11      |
| 07   | Brabham-B.R.M. | Jo Siffert      | 000–000   | 0001000 | 000–000   | 0001000 | 000–000   | 000–000   | 000–000   | 000–000 | 000–000 | 0003000   | 5       |
| 08   | Lotus-B.R.M.   | Richard Attwood | 000–000   | 000–000 | 000–000   | 000–000 | 000–000   | 000–000   | 000–000   | 0001000 | 000–000 | 0001000   | 2       |

## Nicht zur Weltmeisterschaft zählende Formel-1-Rennen
Neben den zehn Weltmeisterschaftsläufen fanden 1965 sieben Formel-1-Rennen statt, die keinen Weltmeisterschaftsstatus hatten.

### Cape South Eastern Trophy
| Platz | Fahrer        | Team             | Zeit      |
| ----- | ------------- | ---------------- | --------- |
| 1     | Paul Hawkins  | Brabham-Climax   | 1:16:04,4 |
| 2     | John Love     | Cooper-Climax    | 1:16:18,3 |
| 3     | David Prophet | Brabham-Cosworth | 1:16:42,7 |

Die II. Cape South Easter Trophy war ein Rennen, das am 9. Januar 1965 im Rahmen der Südafrikanischen Formel-1-Meisterschaft auf dem Killarney Motor Racing Circuit in Kapstadt abgehalten wurde. Das Rennen ging über 50 Runden zu je 3,267 km (Gesamtdistanz: 163,35 km). Es stand internationalen Formel-1-Piloten offen, tatsächlich nahmen aber nahezu ausschließlich Fahrer aus dem südlichen Afrika an dem Rennen teil, die vielfach Eigenbauten (sogenannte „Specials“) an den Start brachten. Die einzigen nicht-afrikanischen Rennfahrer waren Paul Hawkins, der für das Privatteam John Willment Automobiles startete und einen Brabham BT10 mit Climax-Motor einsetzte, sowie David Prophet, dessen privater Brabham BT10 von einem 1,5 Liter großen Cosworth-Motor angetrieben wurde. Der Südrhodesier John Love fuhr die Pole-Position heraus. Im Rennen siegte Paul Hawkins mit 14 Sekunden Vorsprung auf Love, gefolgt von Prophet. Der beste südafrikanische Eigenbau war der Alfa Special des Südafrikaners Peter de Klerk, der auf Platz vier ins Ziel lief und zwei Minuten Rückstand auf den Sieger hatte. Platz fünf ging an Sam Tingle aus Südrhodesien, der einen LDS mit Alfa-Romeo-Motor einsetzte. 

### Daily Mail Race of Champions
| Platz | Fahrer         | Team           | Zeit      |
| ----- | -------------- | -------------- | --------- |
| 1     | Mike Spence    | Lotus-Climax   | 2:11:42,0 |
| 2     | Jackie Stewart | B.R.M.         | 2:12:41,6 |
| 3     | Joakim Bonnier | Brabham-Climax | +1 Runde  |
| PP    | Jim Clark      | Lotus-Climax   | 1:34,9    |

Das Daily Mail Race of Champions fand am 13. März 1965 auf dem britischen Brands Hatch Circuit statt. Es war das erste von insgesamt 14 Rennen, die bis 1983 unter dieser Bezeichnung dieser Bezeichnung abgehalten wurden. Das Rennen ging über eine Distanz von 40 Runden zu je 4,265 km; die Gesamtdistanz betrug damit 341,206 km. Es wurde in zwei getrennten Läufen durchgeführt. Für die Gesamtwertung wurden die Zeiten der beiden Läufe addiert. Fünf Werksteams waren mit je zwei Fahrern vertreten; hinzu kamen 15 weitere Fahrer, die für neun Privatteams antraten. Den ersten Lauf gewann Jim Clark auf dem Werks-Lotus 33, den zweiten sein Teamkollege Mike Spence. In der Gesamtwertung siegte Spence vor Jackie Stewart im Werks-BRM.

### Gran Premio di Siracusa
| Platz | Fahrer          | Team         | Zeit      |
| ----- | --------------- | ------------ | --------- |
| 1     | Jim Clark       | Lotus-Climax | 1:43:47,0 |
| 2     | John Surtees    | Ferrari      | 1:44:29,1 |
| 3     | Lorenzo Bandini | Ferrari      | 1:44:43,3 |

Der XIV. Gran Premio di Siracusa wurde am 4. April 1965 in der sizilianischen Stadt Syrakus auf dem Circuito di Siracusa abgehalten. Es ging über 56 Runden zu je 5,612 km (Gesamtdistanz: 314,379 km). An dem Rennen nahmen insgesamt 14 Fahrer teil. Von den Formel-1-Werksteams waren nur die Scuderia Ferrari sowie Lotus mit jeweils zwei Fahrern vertreten. Daneben meldeten sich die Privatteams Rob Walker Racing Team, Reg Parnell Racing und die Mailänder Scuderia Centro Sud. Im Training dominierte Jim Clark im Lotus 33-Climax, der vor John Surtees im Ferrari und Joakim Bonnier in Rob Walkers privatem Brabham BT11 die Pole-Position erzielte. Das Rennen gewann Clark mit einem Vorsprung von 44 Sekunden auf Surtees. Clarks Durchschnittsgeschwindigkeit lag bei 178 km/h. Er fuhr auch die schnellste Rennrunde (186,5 km/h). Bester Privatfahrer war Jo Bonnier, der vom Führungstrio einmal überrundet worden war.

### Sunday Mirror Trophy
| Platz | Fahrer       | Team           | Zeit    |
| ----- | ------------ | -------------- | ------- |
| 1     | Jim Clark    | Lotus-Climax   | 55:33,8 |
| 2     | Graham Hill  | B.R.M.         | 57:58,0 |
| 3     | Jack Brabham | Brabham-Climax | 58:54,6 |

Die I. Sunday Mirror Trophy wurde am 19. April 1965 auf dem in West Sussex gelegenen Goodwood Circuit ausgetragen. Sie löste die von 1949 bis 1964 an gleicher Stelle veranstaltete Glover Trophy ab. Die Sunday Mirror Trophy war das letzte Formel-1-Rennen, das auf diesem inzwischen veralteten Kurs abgehalten wurde. Es ging über 42 Runden zu je 3,863 km (Gesamtdistanz: 162,234 km). Die Werksteams von Brabham, BRM Cooper und Lotus waren gemeldet; die Scuderia Ferrari trat nicht an. Daneben erschienen mehrere britische Privatteams wie Rob Walker Racing Team und Reg Parnell Racing. Nach dem Qualifikationstraining nahm Jackie Stewart im Werks-BRM die Pole-Position ein; die Startplätze zwei und drei gingen an Graham Hill (ebenfalls Werks-BRM) und Jim Clark (Lotus). Clark gewann das Rennen vor Hill und Jack Brabham. Bester Privatfahrer war Joakim Bonnier, der auf Platz fünf ins Ziel kam. Polesitter Jackie Stewart erreichte das Ziel nicht. Er war zuvor in der 38. Runde nach einem Nockenwellendefekt ausgefallen. Jochen Rindt, der einen Werks-Cooper fuhr, wurde disqualifiziert, nachdem er eine Schikane ausgelassen hatte.

### BRDC International Trophy
| Platz | Fahrer         | Team         | Zeit      |
| ----- | -------------- | ------------ | --------- |
| 1     | Jackie Stewart | B.R.M.       | 1:21:47,0 |
| 2     | John Surtees   | Ferrari      | 1:21:50,0 |
| 3     | Mike Spence    | Lotus-Climax | 1:22:43,4 |

Die XVII. BRDC International Trophy fand am 15. Mai 1965 auf dem Silverstone Circuit statt. Es war das dritte britische Formel-1-Rennen des Jahres und stellte für die Teams die letzte Möglichkeit dar, ihre Autos noch einmal zu testen, bevor zwei Wochen später die europäischen Weltmeisterschaftsläufe begannen. Dementsprechend gingen die Werksteams von Brabham, BRM, Cooper, Lotus und Ferrari jeweils mit zwei Fahrern an den Start. Das Lotus-Werksteam verzichtete allerdings auf den Einsatz seines Nummer-Eins-Fahrers Jim Clark: Der Schotte bereitete sich auf die Indianapolis 500 vor, die zwei Wochen später in den USA abgehalten wurden. Neben den Werksteams meldeten sich auch die größeren Privatteams wie Rob Walker Racing Team, Reg Parnell Racing und die Scuderia Centro Sud. Im Training in Silverstone fuhr Graham Hill die schnellste Zeit vor Jackie Stewart (jeweils Werks-BRM) und den beiden Ferrari-Piloten John Surtees und Lorenzo Bandini. Der schnellste Privatfahrer war Joakim Bonnier in Rob Walkers Kunden-Brabham. Das Rennen ging über 52 Runden zu je 4,711 km; die Gesamtdistanz betrug 244,960 km. Stewart gewann das Rennen mit drei Sekunden Vorsprung vor Surtees; Dritter wurde Mike Spence im Werks-Lotus. Die schnellste Rennrunde fuhr John Surtees mit einer Zeit von 1:33.0 (entsprechend 182 km/h).

### Gran Premio del Mediterraneo
| Platz | Fahrer        | Team           | Zeit      |
| ----- | ------------- | -------------- | --------- |
| 1     | Jo Siffert    | Brabham-B.R.M. | 1:17:05,2 |
| 2     | Jim Clark     | Lotus-Climax   | 1:17:05,5 |
| 3     | Frank Gardner | Brabham-B.R.M. | + 1 Runde |

Der Gran Premio del Mediterraneo wurde am 15. August 1965 auf dem Autodromo di Pergusa in der sizilianischen Stadt Enna abgehalten. Es war das vierte und letzte Mal, dass dieses Rennen nach dem Reglement der Formel 1 durchgeführt wurde. Ab 1966 war der Gran Premio del Mediterraneo 19 Jahre lang Bestandteil der Formel-2-Meisterschaft. Zu dem Rennen meldeten sich überwiegend private Rennställe. Das Team Lotus und Brabham waren die einzigen Werksteams. Die Scuderia Ferrari trat nicht an. In der ersten Startreihe standen die beiden Werks-Lotus von Jim Clark und Mike Spence sowie der private Brabham BT11 von Rob Walker Racing Team, den der Schweizer Jo Siffert fuhr. Siffert gewann das Rennen mit drei Zehntelsekunden Vorsprung vor Clark. Dritter wurde der Australier Frank Gardner, der hier im Brabham BT11 von John Willment Racing das beste Ergebnis seiner Formel-1-Karriere erzielte.

### Rand Grand Prix
| Platz | Fahrer         | Team           | Zeit      |
| ----- | -------------- | -------------- | --------- |
| 1     | Jack Brabham   | Brabham-Climax | 1.18:11,2 |
| 2     | Peter de Klerk | Brabham-Climax | 1:18:17,1 |
| 3     | Paul Hawkins   | Lotus-Climax   | 1:19:34,6 |
| PP    | Jack Brabham   | Brabham-Climax | 1:30,8    |
| SR    | Jack Brabham   | Brabham-Climax | 1:31,5    |

Der Rand Grand Prix auf dem Kyalami Grand Prix Circuit fand am 4. Dezember 1965 statt und ging über eine Distanz von 50 Runden à 4,087 km, was einer Gesamtdistanz von 204,350 km entspricht. Erstmals waren zur Veranstaltung die für das Jahr 1966 beschlossenen und in der südafrikanischen Formel-1-Meisterschaft bereits verwendeten 3-Liter-Motoren zugelassen.
Jack Brabham gewann das Rennen vor Peter de Klerk und Paul Hawkins.